# Lispocephala atroflava
Lispocephala atroflava är en tvåvingeart som beskrevs av Willi Hennig 1952. Lispocephala atroflava ingår i släktet Lispocephala och familjen husflugor. Inga underarter finns listade i Catalogue of Life.